# Chapelle de la Madeleine de Bédoin
Pour les articles homonymes, voir Chapelle de la Madeleine.
La chapelle de la Madeleine, à Bédoin, est l'une des plus anciennes chapelles de style roman du département de Vaucluse.

## Situation, Accès
La chapelle de la Madeleine est située dans la Combe Obscure, au sein d'une propriété privée, à 3 kilomètres au nord-ouest du village de Bédoin, en contrebas de la route départementale RD19 qui mène à Malaucène. 
Elle est ouverte à la visite le samedi et le dimanche.

## Histoire
Cet ancien prieuré bénédictin, typique du premier art roman, date du deuxième quart du XIe siècle. Sa dédicace à la Madeleine n'est attestée qu'au XVIe siècle, aucun texte ne précise quelle fut avant sa titulature.
Mais l'un des plus anciens actes du cartulaire de l'abbaye de Montmajour, daté du Xe siècle, indique qu'Exmido, seigneur de Bédoin, donna aux bénédictins de cette abbaye, fondée en 949, la villa et les églises de son fief Beduino, dont une chapelle dénommée Saint-Pierre de Monestrol qui, grâce à ses confronts, serait celle de la Madeleine. 
Au cours du Moyen Âge, cette donation fut confirmée régulièrement par les papes Grégoire V (998), Urbain II (1097) et Pascal II (1102). 
Le cartulaire de l’évêché de Carpentras indique qu'en 1447 Saint-Pierre de Monestrol fit partie des églises convoquées par Barthélemi Vitelleschi, évêque de Carpentras au synode de Pâques. Mais il n'y avait aucun prieur nommé.  
Par bulle, Alexandre VI, en 1502, unit le prieuré de Saint-Pierre à la cathédrale Saint-Siffrein de Carpentras. Devenu simple prieuré rural, Monestrol est alors placé sous le vocable de Marie de Magdala.
Ce prieuré a été restauré une première fois en 1860, puis à nouveau en 1953; depuis 1971, il est rouvert au culte.
Il fait l'objet d'un classement au titre des monuments historiques depuis le 18 août 1947,.

## Architecture
La chapelle est édifiée en moellons irréguliers.
La construction, de plan carré, comporte une nef se terminant par un chevet composé d'une abside et de deux absidioles semi-circulaires, percées chacune d'une fine fenêtre et couvertes de lauzes. Le portail d'accès est latéral. 
Le clocher carré, du XIIe siècle, présente une disposition assez rare : il prolonge le mur pignon oriental et surplombe le chevet. Il présente deux étages, séparés par un puissant cordon de pierre et percés de baies géminées de taille croissante, et est sommé d'une toiture de lauzes en forme de coupole.
La nef est bordée de piliers, portant une voûte centrale.